# Кампиљијано (Салерно)
Кампиљијано је насеље у Италији у округу Салерно, региону Кампанија.
Према процени из 2011. у насељу је живело 933 становника. Насеље се налази на надморској висини од 78 м.